# Мохинга
Мохинга (бирм. မုန့်ဟင်းခါး [mo̰ʊɴhíɰ̃ɡá]) — суп с лапшой в рыбном бульоне со множеством других ингредиентов, неотъемлемая часть бирманской кухни, считается национальным блюдом Мьянмы.
Мохинга является распространённой уличной едой. По всей Мьянме существуют региональные разновидности мохинги, в зависимости от местных продуктов и кулинарных предпочтений. Мохинга — очень распространенное блюдо на завтрак в Мьянме, считается, что оно придаёт бодрость. Тем не менее, этот бирманский суп употребляется в течение всего дня.

## Ингредиенты
Основными ингредиентами мохинги являются: нутовая (гороховая, рисовая) мука и/или измельченный поджаренный рис, чеснок, лук-шалот или репчатый лук, кокосовое молоко, сердцевина бананового соцветья, лемонграсс, имбирь, рыбная паста, рыбный соус и свежий сом (или другие виды рыб, например, азиатский карп Мригаль). Из этих ингредиентов готовят густой бульон.
Мохинга подается с рисовой вермишелью, рыбным соусом, лаймом, жареным луком, кориандром, зелёным луком, измельченным сушеным перцем чили и, в качестве дополнительной начинки, обжаренными во фритюре бирманскими оладьями из урда и тыквы, кусочками ютяо, а также варёным яйцом и жареным рыбным пирогом нгапи. Мохингу едят китайскими суповыми ложками, которые на бирманском языке известны как мохинга-зун (букв. «ложки мохинга»). 
Мохинга — очень распространенное блюдо на завтрак в Мьянме, которое доступно в качестве «завтрака в течение всего дня» во многих городах и поселках.
Также в продаже доступен готовый порошок для приготовления бульона.

## История и происхождение
Самое раннее упоминание о мохинге относится к династии Конбаунов в стихотворной поэме поэта У Поння. Бирманский историк Кхин Маунг Ньюнт пришёл к выводу, что в доколониальные времена мохинга, вероятно, была блюдом простолюдинов, поскольку официальный рецепт мохинги не был найден ни в королевских записях, ни в кулинарных книгах.